# Westminster (Colorado)
Pour les articles homonymes, voir Westminster (homonymie).
Westminster est une ville américaine située dans les comtés d'Adams et de Jefferson au Colorado, dans la banlieue nord-ouest de Denver.
La population de la ville est de 106 114 habitants au recensement de 2010, ce qui en fait la 7e ville du Colorado en population. La municipalité s'étend sur 33,85 milles carrés (87,67 km2), dont 31,55 milles carrés (81,71 km2) de terres.

## Histoire
Le site a d'abord été occupé par des indiens de la tribu Arapaho. La découverte d'or en 1858 dans la vallée de la rivière South Platte a permis la création de la ville. Les colons étaient incité par la promesse de fortune et par un Land Act de 1862 à s'installer dans la région au lieu de migrer vers la Californie. La ville est véritablement créée en 1870 par Pleasant DeSpain, le premier colon à s'installer sur le site de la ville qui est alors connue comme DeSpain Junction. En 1881, le premier train arriva à la ville et en 1885 un promoteur immobilier du nom de C.J. Harris développe la ville qui est alors renommée en son nom Harris ou Harris Park. En 1891, un château est construit et nommé Westminster Castle. En 1911, la ville est incorporée.
La ville est nommée en l'honneur du collège de Westminster, une école presbytérienne locale.

## Démographie
| 1920 | 1930 | 1940 | 1950  | 1960   | 1970   |
| ---- | ---- | ---- | ----- | ------ | ------ |
| 235  | 436  | 534  | 1 686 | 13 850 | 19 512 |

| 1980   | 1990   | 2000    | 2010    | - | - |
| ------ | ------ | ------- | ------- | - | - |
| 50 211 | 74 625 | 100 940 | 106 114 | - | - |

## Résidents notables
- Alma Bridwell White (1862-1946), première femme à être consacrée évêque (méthodiste) aux États-Unis.